# Ferdinand Alpers
Ferdinand Alpers (* 5. Dezember 1842 in Spieka; † 16. Februar 1912 in Hannover) war ein deutscher Lehrer und Autor sowie Philologe. Der Botaniker, Sammler und Forscher verfasste eine 450-seitige Biographie über Friedrich Ehrhart und hat sich laut dem Adressbuch der Stadt Hannover von 1974 durch zahlreiche „Beiträge zur Naturkunde und besonders um die Erforschung der hannoverschen Flora verdient gemacht“.

## Leben und Wirken
Ferdinand Alpers wurde zur Zeit des Königreichs Hannover geboren als Sohn des Lehrers C. Alpers. Nach dem Besuch des Gymnasiums in Verden und des Lehrerseminars in Stade wurde er zunächst in Achim als Lehrer angestellt, dann als Rektor in Zeven und endlich als Lehrer an den Seminarschulen in Stade und Hannover.
1887 wurde er Mitglied der Naturhistorischen Gesellschaft, und dort Mitglied der botanischen Abteilung seit deren Gründung.
Alpers pflegte eine umfangreiche persönliche und schriftliche Korrespondenz mit bedeutenden Botanikern seiner Zeit wie etwa Paul Friedrich August Ascherson, Paul Graebner, Wilhelm Olbers Focke, Franz Buchenau und Carl Nöldeke.
In Herrenhausen war Alpers mit dem Pastor A. Stölting, dem Marstall-Kommissär G. Preuss und dem Oberlehrer H. Steinvorth befreundet. Er versammelte regelmäßig dienstags von 15.00 Uhr bis 17.00 Uhr eine kleine Schar von Botanikern um sich, die diese Versammlungen „Erhartia“ nannten.
In seinen Sommerferien unternahm Alpers ausgedehnte Reisen zu botanischen Untersuchungen etwa in die Schweiz, auf die Nordsee-Inseln, in den Harz, nach Thüringen, Schlesien, Mähren und den Schwarzwald.
Ferdinand Alpers litt gegen Ende seines Lebens an einer Lungenkrankheit. Seine Büchersammlung und seine Herbarien hatte er bereits zu seinem Pensionsbeginn dem Königlichen Seminar überantwortet.

## Alpershof
- Die 1973 im hannoverschen Stadtteil Davenstedt angelegte Straße Alpershof ehrt den Forscher seitdem durch ihre Namensgebung.[4]

## Schriften
- Verzeichnis der Gefäßpflanze der Landdrostei Stadt, 1875
- Beiträge zur Flora der Landkreise des Herzogtums Bremen und Verden, 1875
- Anweisung zu einem methodischen Unterrichte in der Pflanzenkunde, Neubearbeitung des zuvor von Lüben hrsg. Werkes, 1879
- Zur Flora des Regierungsbezirks Stade, 1887
- Das älteste Verzeichnis der in Deutschland wildwachsenden Pflanzen, 1900
- Fr. Ehrhart, Königl. Großbritt. Botaniker zu Hannover, 1902
- Beiträge zur Flora von Sylt, 1904
- Ferdinand Alpers (Hrsg.): Friedrich Ehrhart. Mitteilungen aus seinem Leben und seinen Schriften. Unter Benutzung von bislang nicht veröffentlichten Urkunden sowie von Briefen Ehrharts und seiner Witwe (= Separate Schriften des Vereins für Naturkunde an dem Unterweser, Bd. 2), mit Bildnissen (Tafeln) Ehrharts, Andreaes und Ústeris, Leipzig: W. Engelmann, 1905